# Lithosia postmaculosa
Lithosia postmaculosa là một loài bướm đêm thuộc phân họ Arctiinae, họ Erebidae.